# 864 Aase
A 864 Aase (ideiglenes jelöléssel A921 SB) a Naprendszer kisbolygóövében található aszteroida. Karl Wilhelm Reinmuth fedezte fel 1921. szeptember 30-án, Heidelbergben.